# Werneck
Werneck é um sobrenome utilizado no Brasil e na Europa. O sobrenome Werneck utilizado no Brasil tem, conforme pesquisas genealógicas, origem distinta do sobrenome Werneck, de origem alemã, utilizado em Portugal e no resto da Europa, sendo, portanto, de troncos de famílias distintas.

## Werneck em Portugal
O sobrenome Werneck de Portugal é de origem alemã, certamente utilizado para identificar pessoas provenientes da cidade de Werneck, estado da Baviera, Alemanha. O Wern é um rio pequeno, porém importante para a região. Como a palavra Ecke significa canto em alemão, o nome Werneck pode ser traduzido como "canto do rio Wern", portanto interpretado como "cidade na curva do rio Wern".
Kaspar Werneck, natural da cidade de Crivitz (estado de Mecklemburgo-Pomerânia Ocidental, Alemanha) casou-se, em 1639, na cidade de Antuérpia (Bélgica) com Maria Ruiz de Magalhães, filha de um capitão espanhol sediado nesta cidade. Maria Ruiz de Magalhães era filha de uma portuguesa e, provavelmente por isto, Kaspar Werneck foi residir com sua esposa em Viana do Castelo depois da restauração da independência de Portugal.  

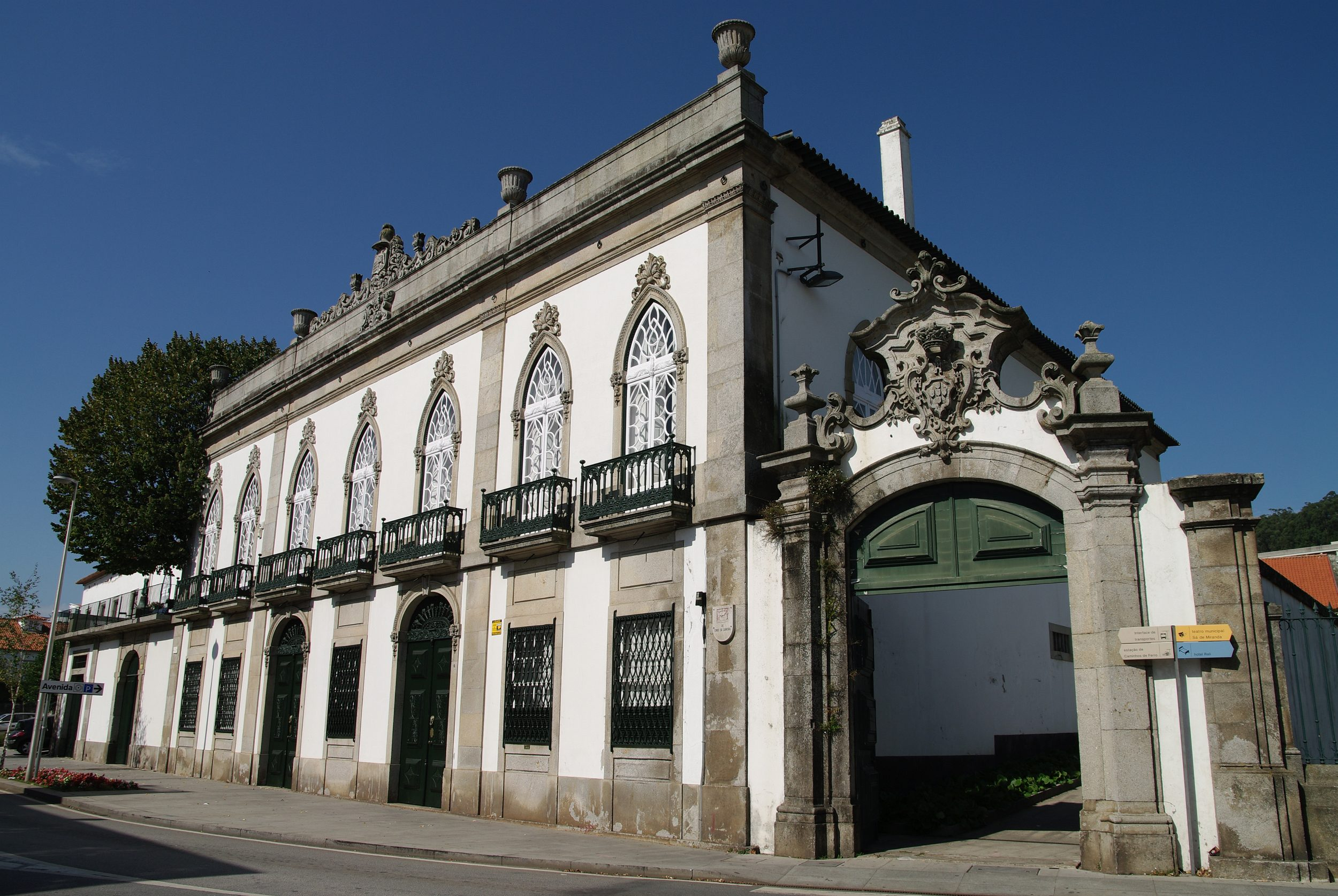
Casa dos Werneck em Viana do Castelo

Por muito tempo acreditou-se erroneamente que João Berneque, que é o ancestral inicial da família Werneck do Brasil, seria um descendente de Kaspar Werneck que emigrou de Portugal e foi residir em Pilar do Iguaçu, Rio de Janeiro no início do século XVIII , enquanto o resto da família Werneck continuou residindo em Viana do Castelo. 
O sobrenome Werneck deixou de ser usado em Portugal, embora exista e seja um marco da cidade a antiga Casa dos Werneck em Viana do Castelo.  

## Werneck no Brasil
Em Portugal e no Brasil (Bahia e Paraná) existiam, no século XVIII, membros da conhecida família Werneck de Viana do Castelo.   Entretanto, a família Werneck do Brasil descende de John Braneck que não fazia parte da família de fidalgos Werneck de Viana de Castelo.
John (Joan ou João) Braneck tem origem que não se conhece bem, mas admite-se que seja do país de Gales, na Grã Bretanha. Certamente era um católico fugitivo das lutas religiosas no Reino Unido atraído para o Brasil pelo início da exploração de ouro nas Minas Gerais. O nome original é a versão inglesa do nome galês Branagh.
O primeiro documento que registra John Braneck no Rio de Janeiro é um recibo de venda que fez de uma escravizada africana. John Braneck declarou que era “estrangeiro” e que não sabia “escrever português”. O motivo de não citar sua nacionalidade ou origem certamente foi para evitar as restrições dos estrangeiros entrarem e residirem no território brasileiro. Havia cotas com uma quantidade reduzida de cada nacionalidade: naquela época não poderiam residir mais do que quatro ingleses na cidade do Rio de Janeiro e outras nacionalidades eram até proibidas de residirem.
Jonh Braneck casou-se com Isabel de Souza, filha natural de mãe desconhecida (mulher casada com outro ou religiosa) e do capitão-mor Francisco Gomes Ribeiro, rico proprietário e comerciante. John Braneck e Isabel de Souza tiveram sete filhos, sendo avós do futuro sargento-mór e padre Ignácio de Souza Vernek do qual descende o ramo dos Werneck do centro do vale do rio Paraíba do Sul (Vassouras, Valença, Paraíba do Sul, Paty do Alferes, etc.).
A nacionalidade inglesa de John Braneck consta no Arquivo da Cúria de Mariana no processo de genere de 1763 de seu neto, o padre Inácio de Sousa Verneck. Com o propósito de discriminar os cristãos-novos que quisessem ser religiosos, estes processos tinham um relato obrigatório da genealogia do proponente. O processo diz :  "Ignacio de Souza Varnek, (...) neto pela materna de Joam Bernek, natural da Inglaterra, e de Isabel de Souza, natural da cidade do Rio de Janeiro.
Na certidão de batismo do filho João (dos Santos) Berneque, datada de 12 de novembro de 1707, o padre anotou como pais da criança Joam Berneck e sua mulher Isabel de Souza. O padre não citou a nacionalidade de John Braneck, como era costume nos registros paroquiais, porque havia uma recentíssima ordem real de expulsão dos estrangeiros que ultrapassassem a já extrapolada cota de quatro ingleses. Igualmente sumários foram os registros de batismo dos demais filhos do casal Braneck. Mesmo a documentação de Banhos de casamentos dos filhos não cita a nacionalidade de John Braneck e quem eram seus pais e nem de Isabel de Souza.
John Braneck possuía terras próximas da sesmaria de seu sogro na Freguesia de Nossa Senhora do Pilar do Iguaçu, atualmente bairro do Pilar no município de Duque de Caxias no Rio de Janeiro, perto da atual Refinaria Duque de Caxias, onde ainda há a igreja bicentenária da antiga freguesia. Lá mantinha em suas terras um roçado, uma venda e um rancho para abrigar os viajantes. 
O “estrangeiro” John Braneck não deixou testamento ou mesmo se encontrou o registro de seu falecimento, mas em geral supõe-se que faleceu em Pilar do Iguaçu. O historiador Nereu Cavalcanti achou um documento em arquivo português que dá indícios que ele teria morrido na prisão, com os bens confiscados, por permitir que em suas terras saíssem os viajantes que evitavam os registros de entrada e saída da Capitania de Minas Gerais.
Com o tempo, o primeiro nome de John Braneck foi aportuguesado para João ou Joam. Durante vários séculos em Portugal e Brasil, seu sobrenome foi grafado de diversas maneiras tais como Verneck, Vernek, Verneque, Varneque, Werneques, Warneque, Berneque, Barneque, Barnech, Barneck, Braneck e Barneq. Deve-se ressaltar que durante o apogeu das plantações de café do Rio de Janeiro no século XIX, os membros brasileiros da família sempre assinavam seu nome como "Vernek", como mostram diversos documentos existentes nos arquivos da Biblioteca Nacional e do Instituto do Patrimônio Histórico e Artístico Nacional. Os netos dos barões do café passaram a assinar "Werneck", forma alemã do sobrenome, somente no final do século XIX, provavelmente imaginando um parentesco com a família de fidalgos Werneck de Vianna do Castelo, o qual nunca foi comprovado. Essa família é encabeçada pelo neto do casal Braneck, o sargento-mór e, depois, padre Inácio de Souza Vernek.
Algumas personalidades brasileiras com o sobrenome Vernek ou Werneck:
- Inácio de Sousa Vernek (1742–1828) – neto de John Braneck, foi fundador da vila de Valença,[6] fazendeiro e militar cujos serviços de abertura de estradas e aldeamento de índios nômades influenciaram a colonização da região do médio vale do Paraíba do Sul, considerado o patriarca do maior tronco familiar de Wernecks no Brasil.
- Luís Peixoto de Lacerda Werneck (1824–1886) – advogado, fazendeiro, escritor e diplomata.
- Inácio Barbosa dos Santos Werneck (1828–1889) – fazendeiro conhecido como barão de Bemposta.
- Francisco Pinheiro de Sousa Werneck (1837–?) – fazendeiro conhecido como segundo barão de Ipiabas.
- José Quirino da Rocha Werneck (1842–1920) – fazendeiro conhecido como barão de Werneck.
- João Quirino da Rocha Werneck (1846–?) – fazendeiro e político conhecido como segundo barão de Palmeiras.
- Francisco Furquim Werneck de Almeida (1846–1908) – médico e político, deputado federal durante a Constituinte de 1890 e prefeito do Rio de Janeiro.
- Francisco Peixoto de Lacerda Vernek (1795 — 1861) – fazendeiro, militar da Guarda Nacional, deputado e segundo barão de Paty do Alferes.
- Francisco Peixoto de Lacerda Werneck (1861–1893) – magistrado, coronel e abolicionista brasileiro. Neto homônimo do segundo barão de Paty do Alferes.
- Francisco Peixoto de Lacerda Werneck (1914–1977) – agrônomo, professor, fazendeiro e político, deputado estadual e federal pelo Paraná, além de secretário de agricultura do mesmo Estado. Trineto homônimo do segundo barão de Paty do Alferes.
- Frederico Virmond de Lacerda Werneck (1891–1960) – agrônomo, fazendeiro, jornalista e político, tendo sido vereador por Guarapuava e deputado federal pelo Paraná.
- Paulo Werneck (1907–1987) – artista plástico.
- Décio José de Carvalho Werneck (1910–1973) – professor, fundador da Faculdade de Direito de Petrópolis e do Colégio Padre Antonio Vieira, no Rio de Janeiro.
- Nelson Werneck Sodré (1911–1999) – jornalista, economista e historiador.
- Carlos Frederico Werneck de Lacerda (1914–1977) – jornalista, escritor e político, tendo sido deputado federal e primeiro governador do estado da Guanabara.
- Moacir Werneck de Castro (1915–2010) – jornalista, escritor e tradutor brasileiro.
- Luiz Jorge Werneck Vianna (1938- ) – Doutor em Sociologia, Professor e autor.
- Maria Lucia Werneck Vianna (1943- ) – Socióloga e autora brasileira.
- Dorothea Werneck (1948– ) – economista e política brasileira.
- Sandra Werneck (1951– ) – cineasta brasileira.
- Théo Werneck) (1961– ) – ator, cantor, guitarrista e DJ brasileiro.
- Tatá Werneck  (1983– ) – atriz brasileira.